# Гордур Інгі Гуннарссон
Гордур Інгі Гуннарссон (ісл. Hörður Ingi Gunnarsson, нар. 14 серпня 1998, Рейк'явік) — ісландський футболіст, захисник клубу «Валюр» та національної збірної Ісландії. Виступав також за низку ісландських і закордонних клубів. Володар Кубка ісландської ліги.

## Клубна кар'єра
Гордур Інгі Гуннарссон народився 1998 року в місті Рейк'явік, та є вихованцем футбольної школи клубу «Кеплавік». У 2015 році Гуннарссон розпочав грати за першу команду клубу «Гапнарфйордур», проте за основну команду так і не зіграв, і в 2017 році грав у оренді в клубах «Вікінгур» та ХК (Коупавогур).
У 2018 році футболіст перейшов до клубу «Акранес», у складі якого грав до 2020 року. У 2020 році гравець повернувся до клубу «Гапнарфйордур», і цього разу став одним із футболістів основного складу команди. Протягом 2022 року ісландський захисник грав у складі норвезького клубу «Согндал», а в 2023 році знову грав у складі клубу «Гапнарфйордур».
З 2024 року Гордур Інгі Гуннарссон граає в складі клубу «Валюр». У складі команди футболіст у 2025 році став володарем Кубка ісландської ліги.

## Виступи за збірні
У 2016 році Гордур Інгі Гуннарссон дебютував у складі юнацької збірної Ісландії, загалом на юнацькому рівні взяв участь у 5 іграх, відзначившись одним забитим голом.
Протягом 2018—2021 років Гуннарссон грав у складі молодіжної збірної Ісландії. На молодіжному рівні зіграв у 8 офіційних матчах, забив 2 голи.
У 2021 року Гордур Інгі Гуннарссон дебютував у складі національної збірної Ісландії. Станом на травень 2025 року зіграв у національній збірній 2 матчі, в яких забитими голами не відзначився.

## Титули і досягнення
- Володар Кубка ісландської ліги (1):

«Валюр»: 2025